# Felice Vezzani
Felice Vezzani (Novellara, 26 maggio 1855 – Parigi, 11 febbraio 1930) è stato un pittore, decoratore e attivista italiano.

## Biografia
Vizzani nasce a Novellara il 26 maggio 1855 ed è pittore e decoratore di professione.
È apprezzato per il suo Coro di San Petronio, tra i quadri esposti a San Michele in Bosco in occasione della Grande esposizione emiliana del 1888 a cui partecipano anche Flavio e Luigi Bertelli, Luigi Busi, Mario de Maria e Raffaele Faccioli tra gli altri.
Agitatore politico e pubblicista di Bononia Ridet, è uno dei leader riconosciuti del socialismo bolognese, nonché presidente della Società di mutuo soccorso e resistenza fra i pastai e vice-presidente della Società Operaia di Bologna.
Nell 1893 emigra all'estero, soggiornando in America Latina e in vari paesi europei.
A Buenos Aires, tra il 1895 e il 1904 è direttore de L'Avvenire, giornale anarchico.
Nel corso della sua vita collabora come pubblicista a vari periodici e giornali come Il pensiero moderno, L'Agitazione (1897-1898), Il Domicilio Coatto, Combattiamo o ancora Pro Justicia.
All'inizio del nuovo secolo, a Parigi, è considerato da alcuni «il più importante punto di riferimento dell'anarchismo italiano». 
Dalla Francia scrive su L'Avvenire sociale.
Muore nel 1930.

## Opere
- Coro di San Petronio
- Santa Caterina, conservato nel Museo civico del Risorgimento, Bologna[5]